# Offensive d'al-Safa
Guerre civile syrienne
Batailles
L'offensive d'al-Safa a lieu lors de la guerre civile syrienne. Elle est menée par l'armée arabe syrienne et ses alliés pour prendre à l'État islamique la poche d'al-Safa, située dans les régions désertiques au nord-est du gouvernorat de Soueïda.

## Prélude
Le 19 mai 2018, la bataille de la Ghouta orientale s'achève et les forces de l'État islamique encerclées à Yarmouk, au sud de Damas, acceptent un accord d'évacuation avec le régime et la Russie. Les djihadistes abandonnent Yarmouk au régime, et en échange ils sont évacués vers les régions désertiques de l'Est avec les membres de leurs familles — soit 1 600 à 1 800 personnes au total, dont 800 combattants — les 20 et 21 mai,. Les djihadistes s'installent alors dans le canyon d'al-Safa, situé dans les régions désertiques au nord-est du gouvernorat de Soueïda,,,. Cette arrivée provoque alors des protestations de la part des habitants de Soueïda.
Le 7 juin 2018, pour la première fois depuis l'année 2016, l'État islamique parvient à lancer une attaque dans le gouvernorat de Soueïda : selon l'OSDH, au moins 27 combattants prorégime, dont 14 soldats de l'armée syrienne et plusieurs miliciens chiites sont tués,.
Le 25 juillet 2018, l'État islamique lance une attaque de grande ampleur. Dans la ville de Soueïda, l'explosion de quatre kamikazes fait une trentaine de victimes, tandis que les djihadistes se répandent dans les villages druzes des environs et massacrent des habitants dans leurs maisons. En une journée, les attaques font au moins 258 morts, dont 116 soldats et miliciens loyalistes et 142 civils, dont 38 femmes et enfants, tandis que les djihadistes comptent au moins 63 morts, dont sept kamikazes. Des dizaines de Druzes, des femmes et des enfants, sont également enlevés.
Le 1er août, l'État islamique mène un raid sur la base aérienne de Khalkhalah, au nord de Soueïda, revendiquant la mort de plus de 45 combattants du régime et la destruction de plusieurs appareils au sol. L'OSDH ne fait pour sa part état que de sept morts au moins du côté des militaires et des miliciens du régime.

## Forces en présence
Après les attaques de Soueïda, Les forces du régime syrien contre-attaquent. Des forces de la 1re division blindée de l'armée syrienne, du Hezbollah et de l'Armée de libération de la Palestine sont notamment engagées dans les combats. Des officiers russes encadrent aussi les forces syriennes. L'aviation russe appuie également l'offensive.
Les forces de l'État islamique sont quant à elles estimées autour d'un millier de combattants,,.

## Déroulement
Le 4 août, l'aviation russe bombarde le canyon d'al-Safa. Le 6 août, après avoir reçu des renforts, l'armée syrienne lance l'offensive au sol dans le nord et le nord-est du gouvernorat de Soueïda,. L'offensive est menée par trois divisions sur un front large de 75 kilomètres,. Le premier jour, l'armée syrienne progresse sur trois axes de 3 à 5 kilomètres et s'empare des collines de la région de Karaa. Selon l'OSDH, au moins 16 djihadistes sont tués du 5 au 7 août, ainsi que quatre miliciens du PSNS qui trouvent la mort dans une attaque-suicide de l'EI. Le 7 août, un djihadiste de l'EI fait prisonnier est pendu par des miliciens druzes sur une place publique de Soueïda. Du 11 au 21 août, les loyalistes avancent sur cinq axes et les djihadistes sont repoussés de 15 à 35 kilomètres,. Le canyon d'al-Safa est alors encerclé. Certains combattants de l'EI battent en retraite plus au Nord. Selon l'OSDH, les combats font au moins 56 morts du côté des loyalistes et 151 du côté de l'EI, entre le 25 juillet et le 26 août 2018. Au moins une trentaine de membres de l'EI auraient également été faits prisonniers. Les combats se déplacent ensuite vers l'est du Gouvernorat de Rif Dimachq, faisant selon l'OSDH au moins 33 morts et 105 blessés chez les loyalistes ainsi que 65 tués du côté de l'État islamique entre le 25 août et le 1er septembre 2018.
Le 10 septembre, une troupe du régime syrien tombe dans une embuscade de l'EI à Tloul al-Safa, dans le gouvernorat de Soueïda : selon l'OSDH, au moins 21 loyalistes et huit djihadistes sont tués.
Début octobre, des parachutistes syriens sont largués derrière les lignes djihadistes. Pris en étau et privés de leurs derniers points d'eau, les hommes de l'État islamique commencent à fuir la région par petits groupes. Le 11 octobre, l'armée syrienne contrôle entièrement le champ volcanique d'al-Safa. 
Cependant, l'État islamique reste présent dans la région d'al-Safa. Le 2 novembre, les djihadistes mènent des attaques contre des postes de l'armée syrienne et reprennent certains secteurs. 
Le 17 novembre, les loyalistes s'emparent finalement de Tloul al-Safa,,,. Selon l'OSDH, après la conclusion d'un accord avec le régime, les derniers combattants de l'État islamique, au nombre de 700 à 1 000, se retirent de la poche d'al-Safa et se replient vers l'Est, dans la Badiya,. Le 19 novembre, l'armée syrienne annonce à son tour que plusieurs centaines de combattants de l'État islamique se sont retirés et que les hauteurs de Tloul al-Safa sont entièrement sous son contrôle.

## Pertes
Au total, selon l'Observatoire syrien des droits de l'homme (OSDH), au moins 245 soldats et miliciens du régime syrien et du Hezbollah et 425 djihadistes de l'État islamique ont été tués entre le 25 juillet et le 17 novembre 2018. Ce bilan inclut les 116 combattants loyalistes et 63 djihadistes tués dans les attaques de Soueïda,. Le Tchétchène Abou Hajer al-Chichani, chef des forces de l'EI dans la zone, figure parmi les morts.
Une enquête réalisée par Gregory Waters pour Bellingcat donne pour les combattants loyalistes un bilan de 24 décès signalés entre le 7 et le 24 juin 2018 et de 54 décès estimés entre le 24 juin et le 3 octobre 2018.